# Korepetitor
Korepetitor je hudebník (zpravidla klavírista), jehož hlavní úlohou je doprovázet ve hře hráče na jiný hudební nástroj nebo zpěváky. Korepetitor také obvykle doprovází zkoušky sborových pěveckých těles a nastudování operního repertoáru v divadlech, aby nemusel být angažován nákladný orchestr.
Korepetitor je rovněž využíván při nácviku baletu, tance, operety, opery atd., neboť může pružně reagovat na požadavky baletního, tanečního či divadelního mistra a přizpůsobit svou hru aktuálním potřebám nebo i jen může vhodně doprovázet třeba rozcvičky. Podobně může působit například při tréninku tělocvičných či gymnastických sestav atd., všude tam, kde záleží na sladění hudby a pohybu.

## Někteří korepetitoři Národního divadla
- Bohumír Váchal – korepetitor Národního divadla, osobní korepetitor Evy Urbanové
- Přemysl Charvát – dirigent a korepetitor Národního divadla
- Zdeněk Klauda – korepetitor Národního divadla
- Rudolf Zeman – korepetitor a klavírista Národního divadla
- Iryna Roměnskaja – korepetitorka Národního divadla
- Igor Rusinko – dirigent a korepetitor Městského divadla Brno